# Булман, Дэнни
Дэнни Марк Булман (англ. Dannie Bulman; род. 24 января 1979[…], Эшфорд, Суррей) — английский футболист, играющий на позиции полузащитника. Известен по выступлениям за «Уиком Уондерерс», «Кроли Таун» и «Уимблдон». Всего за карьеру сыграл более 750 матчей в различных лигах Англии.

## Карьера
Грей родился в Эшфорде, Суррей, 24 января 1979 года. Дэнни — воспитанник местного клуба «Эшфорд Таун». В 1997 году стал привлекаться к играм за основу, а уже через год ушел в «Уиком Уондерерс», где провел шесть лет и сыграл около 250 матчей во всех турнирах. В 2004 году Дэнни ушел в Стивенидж, а затем Булман присоединился к «Кроли Таун» в 2006 году, вначале на правах аренды, позже перейдя на постоянной основе. Это был его первый приход в клуб. Он присоединился к «Оксфорд Юнайтед» в мае 2009 года, но уже через два года, после продвижения клуба из национальной лиги в Лигу Два, во второй половине сезона 2010/2011, вернулся в «Кроли», где провел три года и сыграл около 150 матчей. Он согласился в декабре 2010 года подписать контракт с «Кроли» о переходе на правах свободного агента в январе 2011 года.